# Karl Bruckner
Karl Bruckner (Beč, 9. siječnja 1906. – Beč, 25. listopada 1982.) je bio austrijski književnik.

## Životopis
Austrijski pisac Karl Bruckner rođen je 9. siječnja 1906. godine u Beču. Iako se pripremao za trgovački zanat, radio je i kao tehničar, prodavač novina, čuvar garaža. Otkriva slikarsku nadarenost, piše i svoju prvu pjesmu, odlazi u Brazil, ali u domovinu se vraća 1938. godine, kad je unovačen u njemačku vojsku. Nakon rata objavljuje crtice za novine, a poslije tri romana za odrasle, piše i svoju prvu knjigu za mladež, „Dijamant Tobije Ambergera“, o sudbini austrijskih iseljenika u Brazilu. Pozornost čitatelja zaokupio je romanom o nogometu, a potom knjigom „Pablo, Indijanac“ postiže i opća priznanja i pohvale. Više je puta nagrađivan nagradama kao najbolji pisac za mladež, a s 93 prijevoda svojih djela na 22 jezika postiže svjetsku slavu. Najpoznatije djelo Karla Brucknera, roman Sadako hoće živjeti, prvi je put objavljen 1961. godine.

## Nagrade
- Nagrada grada Beča za najbolji dječji roman (1954)
- Nagrada grada Beča za najbolji mladenački roman (1957)

## Djela
- Veliki vilenjak
- Moj brat Ahual
- Giovanna i zlatna močvara
- Scarley postaje opasan
- Scarley na Robinsonovu otoku
- Viva Mexico
- Jedan auto ništa novca
- Giovanna
- Sadako hoće živjeti
- Samo dva robota ?
- Ovih godina. Beč 1945-1965
- Čarobni prsten
- Pobjednik
- Zlatni faraon.
- Sadako hoče živjeti.